# Cycnoderus expeditus
Cycnoderus expeditus là một loài bọ cánh cứng trong họ Cerambycidae.